# 常四偉
常四偉（英文：Sze-Wei Sway Chang，1957年－），中華民國空軍少將（退役）、企業家、政務官、航管學者，外號「奶茶將軍」，生於金門縣金城鎮，籍貫安徽省，畢業於空軍官校68年班、美國喬治華盛頓大學及美國國防大學雙碩士、美國馬里蘭大學博士（並考取美國南加大、伊利諾大學香檳分校飛機失事調查證照），曾任行政院飛安會委員、亞洲航空董事長、台翔航太董事長兼總經理、國防工業發展協會理事長、美國馬里蘭大學訪問學者、參謀本部作戰及計畫參謀助理次長、空軍飛訓部指揮官、空軍測評戰研中心主任、空軍清泉崗基地第7中隊長、空軍F-16及IDF戰機試飛官等職，現任中華科技大學助理教授、新竹科學園區「國內第一家商用衛星公司」創宇航太科技公司董事長，並自詡以將軍、學者、外交官自居於產官學政界，為臺灣的航空工業、航空學術、飛安改革及國防戰略積極地奉獻心力，也是前參謀總長沈一鳴上將的同班同學。

## 生平
2004年任國防部聯三作戰次長室防空處少將處長，聯三空軍作戰助理次長，掌全國聯合防空與飛彈防禦設計。
2013年12月從美國馬里蘭大學學者受邀返國擔任台翔航太公司董事長兼總經理，2014年3月兼任亚洲航空董事長。
2017年3月獲行政院院長林全任命為行政院飛安委員會委員，擔任政務官發揮飛安管理與失事調查專業才能。
常四偉在國內報章發表眾多社論著作促進飛行安全、機場設計和航空管理。

常四偉在著名國際學術期刊發表眾多篇研究著作。